# Макарова, Оксана Анатольевна
Окса́на Анато́льевна Мака́рова (род. 21 июля 1970, Волгоград), в девичестве Черне́нко, в первом замужестве Овчи́нникова — советская и российская легкоатлетка, специалистка по метанию копья. Выступала за сборные СССР и России по лёгкой атлетике в 1990-х годах, победительница Кубка Европы, чемпионка и призёрка первенств национального значения, рекордсменка страны, участница летних Олимпийских игр в Атланте. Представляла Московскую область.

## Биография
Оксана Черненко родилась 21 июля 1971 года в Волгограде.
Начала заниматься лёгкой атлетикой в Волгограде под руководством заслуженного тренера Н. Д. Каратаева, позже переехала на постоянное жительство в город Подольск Московской области и стала подопечной А. Ф. Макарова. Выступала за всероссийское физкультурно-спортивное общество «Динамо».
Впервые заявила о себе в метании копья на международном уровне в сезоне 1990 года, когда вошла в состав советской национальной сборной и побывала на юниорском мировом первенстве в Пловдиве, откуда привезла награду серебряного достоинства.
В 1995 году стала третьей на открытом зимнем чемпионате России по длинным метаниям в Адлере и второй на летнем чемпионате России в Москве. Попав в основной состав российской национальной сборной, отметилась выступлением на чемпионате мира в Гётеборге.
В 1996 году стала серебряной призёркой на открытом зимнем чемпионате России по длинным метаниям в Сочи, одержала победу на летнем чемпионате России в Санкт-Петербурге, выиграла личный зачёт Кубка Европы в Мадриде. Благодаря череде удачных выступлений удостоилась права защищать честь страны на Олимпийских играх в Атланте — показала здесь результат 57,28 метра, не сумев преодолеть предварительный квалификационный этап.
После атлантской Олимпиады Овчинникова осталась в составе российской национальной сборной на ещё один олимпийский цикл и продолжила принимать участие в крупнейших международных соревнованиях. Так, в 1997 году она взяла бронзу на открытом зимнем чемпионате России по длинным метаниям в Адлере, победила на Кубке Европы в Мюнхене, с результатом 62,92 метра заняла девятое место на чемпионате мира в Афинах.
В 1998 году уже под фамилией Макарова получила бронзовую награду на чемпионате России в Москве, была третьей на домашнем Кубке Европы в Санкт-Петербурге.
В 1999 году стала второй на Кубке Европы в Париже, установив при этом национальный рекорд — 64,61 метра. Кроме того, с результатом 62,67 метра заняла восьмое место на чемпионате мира в Севилье.
В 2000 году добавила в послужной список бронзовые медали, полученные на зимнем чемпионате России по длинным метаниям в Адлере и на летнем чемпионате России в Туле. Планировалось её выступление в Олимпийских играх в Сиднее, однако в конечном счёте из-за травмы она отказалась от участия в этих соревнованиях.
Была замужем за известными российскими копьеметателями Владимиром Овчинниковым и Сергеем Макаровым.